# Lincoln's Inn

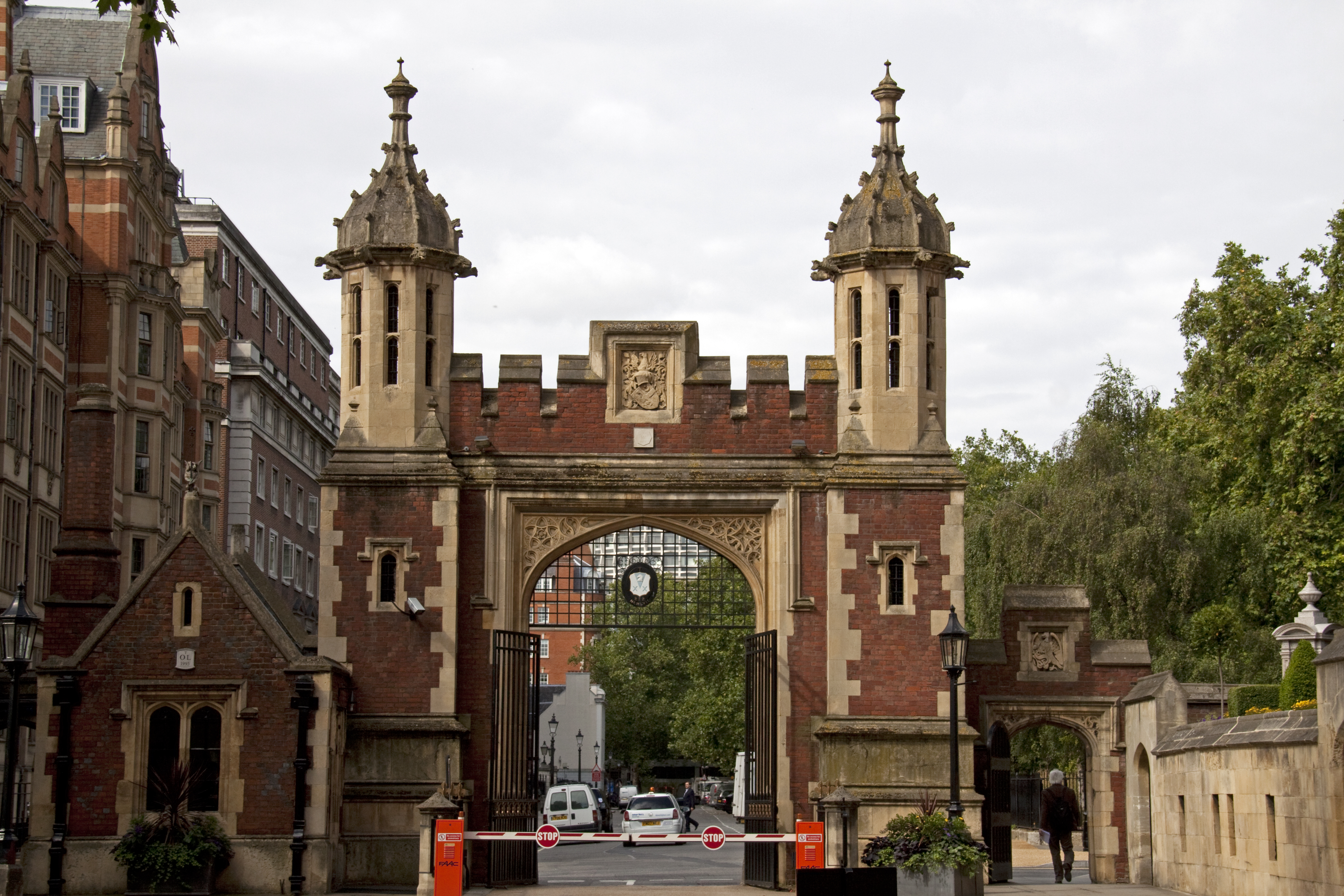
Lincoln's Inns Gate House.

Lincoln's Inn, formellt Honourable Society of Lincoln's Inn,  är en av fyra "Inns of Court" som finns i City of London. De fungerar som kombinationer av juridiska yrkeshögskolor och advokatsamfund för barristers. Organisationen huserar i ett muromgärdat område i London Borough of Camden mittemot Royal Courts of Justice. Även de tre andra Inns of Court är belägna här.

## Historik
På 1200-talet flyttade Londons jurister sin verksamhet till Camden precis utanför murarna och närmast Westminster Hall där stadens juridiska angelägenheter hanterades. Ursprungligen fanns det ett tjugotal "Inns". Lincoln's Inn tros vara namngivet efter Henry de Lacy, 3:e Earl av Lincoln och har kvar akter från 1422.
Charles Dickens jobbade en tid som kontorspojke på Lincoln's Inn direkt efter att ha lämnat skolan som femtonåring.